# Mănăstirea Žiča
Mănăstirea Žiča (în sârbă Жича, pronunțat pronunție în sârbocroată [ʒîtʃa] sau pronunție în sârbocroată [ʒîːtʃa]) este o mănăstire ortodoxă sârbă din secolul al XIII-lea situată lângă Kraljevo, Serbia. Mănăstirea împreună cu Biserica „Adormirea Maicii Domnului” a fost construită de Ștefan cel dintâi încoronat, primul rege al Serbiei și de Sfântul Sava, primul conducător al Bisericii Ortodoxe Sârbe.
Žiča a fost sediul Arhiepiscopie (1219–1253) și, după tradiție, biserica care a încoronat regii sârbi. Cu toate că un rege putea fi încoronat în orice biserică sârbă, nu a fost niciodată considerat un adevărat rege până când nu era uns în Žiča. Žiča a fost declarat monument cultural de importanță excepțională în 1979 și este protejat de Serbia. În 2008, Žiča a sărbătorit 800 de ani de existență.
Sârbii s-au aflat inițial sub jurisdicția Arhiepiscopiei de Ohrida, sub tutela Patriarhului Ecumenic din Constantinopol.
Rastko Nemanjić, fiul lui Ștefan Nemanja, a condus ca Mare Prinț de Zahumlia 1190-1192, ca succesor al Marelui Prinț Miroslav, până în toamna anului 1192 (sau la scurt timp după aceea) 
Rastko s-a alăturat călugărilor ruși și a călătorit pe Muntele Athos, unde a făcut jurăminte monahale și a petrecut câțiva ani. În 1195, tatăl său i s-a alăturat și împreună au fondat Mănăstirea Hilandar, ca bază a religiei sârbe. Tatăl lui Rastko a murit la Hilandar la 13 februarie 1199; el a fost mai târziu canonizat, ca Sfântul Simeon. Rastko a construit o biserică și o chilie la Karyes, unde a stat câțiva ani, devenind ieromonah, apoi arhimandrit în 1201. El a scris Karejski tipik în timpul șederii sale acolo.
S-a întors în Serbia în 1207, luând cu el rămășițele tatălui său, pe care le-a mutat la Mănăstirea Studenica, după împăcarea lui Ștefan al II-lea cu Vukan Nemanjić. Ștefan al II-lea i-a cerut să rămână în Serbia împreună cu clericii săi. A întemeiat mai multe biserici și mănăstiri, inclusiv Mănăstirea Žiča.

## Istorie
Mănăstirea a fost fondată de regele Ștefan I Prvovenčani (Ștefan cel dintâi încoronat) și de Sfântul Sava, în stilul arhitectural rascian, între 1208 și 1230, cu ajutorul maeștrilor greci.
Ștefan cel dintâi încoronat a poruncit ca viitorii regi sârbi să fie încoronați la Žičа.

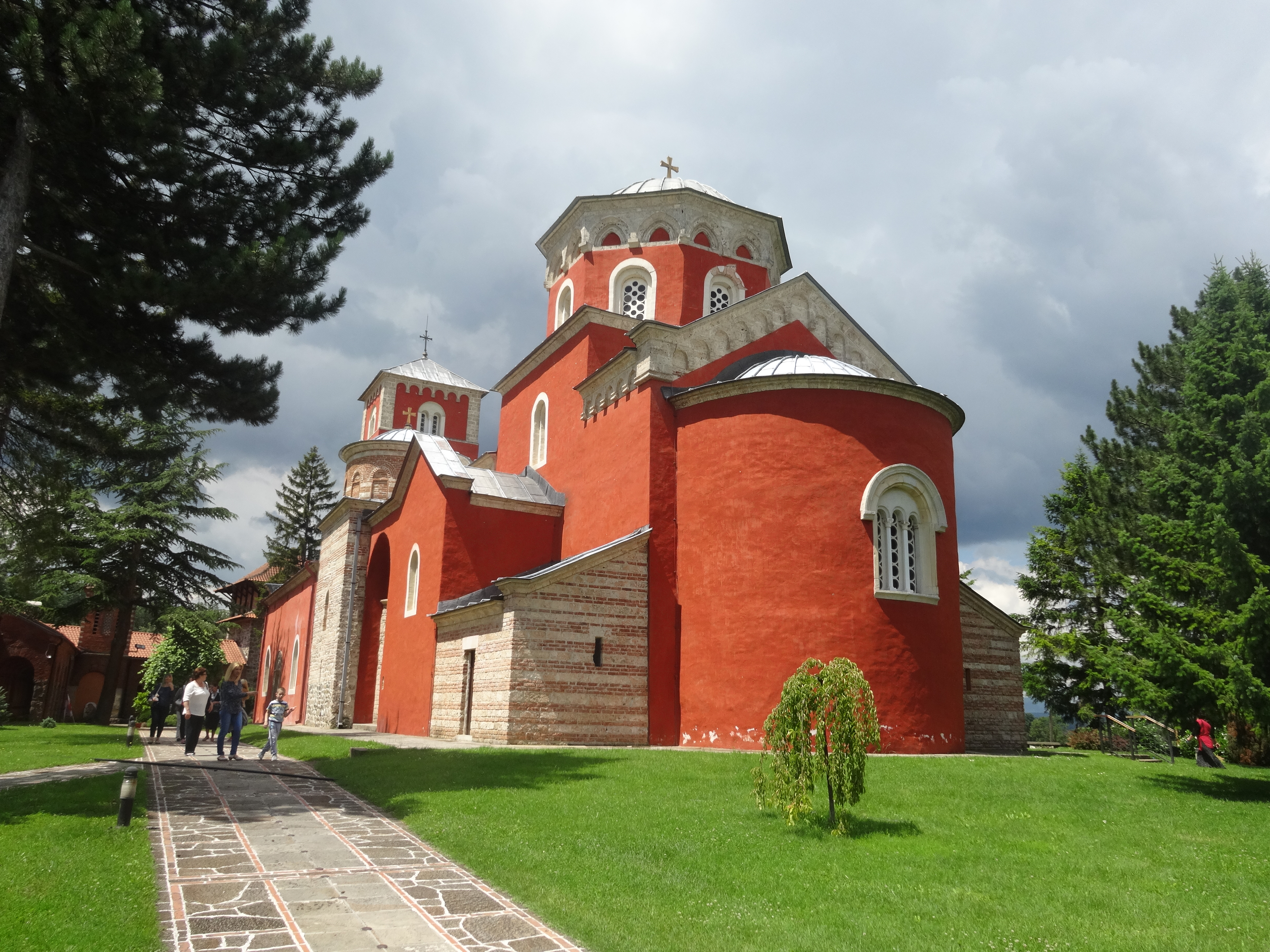
Biserica „Adormirea Maicii Domnului”

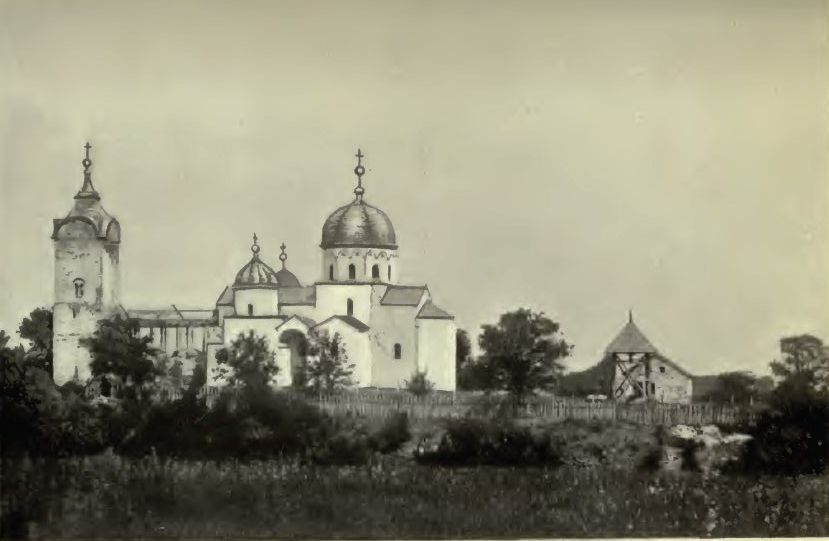
Žiča în 1889

În 1219, Biserica Sârbă a devenit autocefală, datorită împăratului Theodoros I Laskaris și a patriarhului Manuel I al Constantinopolului, iar arhimandritul Sava a devenit primul arhiepiscop sârb. Mănăstirea a acționat ca sediul Arhiepiscopului tuturor țărilor sârbe. Sfântul Sava l-a încoronat pe fratele său mai mare, Stefan Prvovenčani, „regele întregii Serbii”, în mănăstirea Žiča. În 1221, la Mănăstirea Žiča a avut loc un sinod, care a condamnat Bogomilismul.
Când Serbia a fost invadată de Regatul Ungariei, Sfântul Sava l-a trimis pe Arsenije I Sremac să găsească un loc mai sigur în sud pentru a înființa un nou scaun episcopal. În 1253, scaunul a fost transferat Arhiepiscopiei din Peć (viitoarea Patriarhie) de către Arșenije.
În 1289-1290 obiectele de valoare ale mănăstirii ruinate, inclusiv rămășițele Sfântului Jevstatije I, au fost transferate la Peć.
În 1219, Žiča a devenit primul scaun al Arhiepiscopiei Sârbești. Biserica, închinată Înălțării Domnului, prezintă caracteristicile școlii din Raska. Planul de la sol are forma unui naos spațios, cu o absidă mare la capătul estic. Spațiul central are forma unui dom. Biserica era construită din piatră și cărămidă. Arhitectural, predomină spiritul bizantin. Există trei straturi de pictură, fiecare fiind o entitate separată. Cele mai timpurii fresce au fost pictate imediat după întoarcerea primului arhiepiscop Sava de la Niceea (1219), dar numai în zona corului au fost păstrate. Între anii 1276-92, cumanii au ars mănăstirea, iar regele Ștefan Milutin a renovat-o în 1292-1309, în timpul arhiepiscopului Jevstatije al II-lea.
Patriarhul Nikon s-a alăturat Despotului Đurađ Branković atunci când capitala a fost mutată la Smederevo, în urma războaielor turco-ungare de pe teritoriul Serbiei în anii 1430.
Renovarea a fost realizată pe vremea arhiepiscopilor Jevstatije al II-lea (1292-1309) și Nikodim (1317-37), când refectoriul era împodobit cu fresce, biserica acoperită cu un acoperiș din plumb și un turn ridicat. Noile fresce au fost pictate în timpul domniei regelui Milutin, dar de atunci au suferit pagube grave. Fragmente au supraviețuit până astăzi pe zidul de est al pasajului de sub turn (compoziția regelui Ștefan și a fiului său Radoslav), în pronaos, naos și capele laterale.
În timpul răscoalei din Serbia, în 1941, primele încăierări din cadrul asediului Kraljevoului au început la 9 octombrie 1941 devreme, lângă Mănăstirea Žiča, când unitatea de cetnici comandată de Milutin Janković a atacat unitatea germană care s-a retras în Kraljevo după o zi întreagă luptă în pe care germanii au folosit obuziere pentru a distruge mănăstirea. La 10 octombrie, forțele aeriene germane au bombardat Mănăstirea Žiča folosind cinci avioane și au deteriorat semnificativ biserica. Bătălia din apropierea mănăstirii a durat până în dimineața zilei de 11 octombrie, când germanii au distrus liniile rebele și au dat foc mănăstirii.
Există un sat în apropierea orașului grecesc Ioannina (NV Greciei, regiunea Epir) care este numit de asemenea Zitsa. A fost fondată în timpul Evului Mediu târziu, probabil atunci când sârbii au câștigat un control de scurtă durată asupra Despotatului Epirului, iar istoricii cred că a fost numit astfel după mănăstire.

## Fresce
Frescele mănăstirii îl înfățișează pe Hristos Pantocrator.